# Jacht Klub Morski „Gryf”
Jacht Klub Morski „Gryf” – klub żeglarski, najstarszy z obecnie działających w Gdyni. Powstał 30 października 1928 r.
Jego założycielami byli m.in. Tadeusz Wenda i Marian Bukowski (budowniczowie gdyńskiego portu), Władysław Staniszewski (starosta grodzki), kmdr Józef Unrug (d-ca Floty Wojennej), Józef Poznański (dyrektor Urzędu Morskiego), oraz Hilary Ewert-Krzemieniewski (wiceburmistrz Gdyni).
Do osiągnięć klubu należą m.in. pionierska wyprawa Jerzego Tarasiewicza i Janusza Misiewicza przez Atlantyk szalupą „Chatka Puchatków”, oraz samotny rejs dookoła świata Leonida Teligi na jachcie SY Opty.